# Neitokret
Neitokret nastoupila na trůn po krátké vládě svého bratra Merenrea II. Dříve vládly ženy Egyptu jen jako regentky za své nedospělé syny. Protože nemáme doklad o žádném synovi této panovnice, zdá se, že Neitokret byla první skutečnou „faraónkou“ v egyptských dějinách. (To by jen potvrzovalo krizi Staré říše ke konci 6. dynastie.) Někteří egyptologové však tento primát zpochybňují, protože jméno Neitaqerti resp Nitocris uvedené na Turínském královském papyru mají za zkomolené mužské jméno. Podle tohoto královského seznamu vládla Neitokret dva roky, jeden měsíc a jeden den. Manehto ji popisuje jako nejkrásnější ženu své doby. Podle Hérodota pomstila svého bratra a pak spáchala sebevraždu.